# Jesenica
Jesenica je naselje v Občini Cerkno.

## Gle tudi
- Seznam naselij v Sloveniji